# Fondation de l'Institut universitaire en santé mentale Douglas
Fondation Douglas est un organisme sans but lucratif situé à Montréal, au Québec (Canada), qui recueille des fonds pour l'Institut universitaire en santé mentale Douglais. Grâce à l'appui de la Fondation, l’Institut est en meilleure position pour mener à bien sa triple mission de soigner les patients aux prises avec une maladie mentale, faire avancer la recherche en neurologie afin de découvrir les causes de ces maladies et en améliorer les traitements, et enfin assurer le transfert des connaissances entre les divers intervenants en santé mentale. 

## L’historique de la Fondation: Espoir et rétablissement
L'Institut universitaire en santé mentale Douglas (autrefois l'Hôpital Douglas) a été fondé en 1881 par des personnes conscientes du besoin, pour la communauté, de venir en aide aux personnes souffrant de maladie mentale. Ces visionnaires ont publié une annonce dans un journal local sollicitant des fonds pour la construction d’un nouveau bâtiment et les philanthropes montréalais ont répondu avec générosité.
La Fondation de l'Institut Douglas été créée en 1972. Son mandat était de recueillir et gérer les dons avec l'aide de bénévoles. Aujourd'hui, la Fondation est dirigée et soutenue par un conseil d'administration composé de 24 membres qui sont élus lors de son assemblée générale annuelle.
Selon le Dr Gustavo Turecki « la grande différence à l'Institut Douglas est que les cliniciens sont également des chercheurs. »  L'Institut prône une approche unique de collaboration complète entre ses 67 chercheurs et cliniciens tant au niveau de la prévention, du traitement que des interventions publiques. L'Institut est le site d’études continues sur les composantes génétiques des maladies mentales et les éléments déclencheurs environnementaux qui, lorsque combinés avec certaines prédispositions génétiques, peuvent rendre plus vulnérables certaines personnes. Dès les premiers symptômes d’une maladie, les personnes souffrantes et les membres de la famille peuvent chercher du traitement et du soutien spécialisé à l'Institut, soit par un premier diagnostic à l’urgence ou une référence à un professionnel de la santé. Afin d’approfondir la compréhension des troubles mentaux, l'Institut étudie l'accès public aux ressources disponibles et leur utilisation dans le but de les améliorer et d’être en mesure de mieux traiter et prévenir la maladie mentale,.

## Mission, cause et valeurs

### La Fondation de l'Institut Douglas recueille des dons afin d’aider l’Institut Douglas à
- prévenir et traiter les maladies mentales ;
- en comprendre les causes ;
- améliorer les traitements et l’accès aux services publics en santé mentale ;
- aider les familles qui ont besoin de traitement et de soins, ou qui sont aux prises avec une crise ;
- éduquer le public ;
- permettre aux intervenants de partager leurs connaissances et leurs meilleures pratiques.

### Les valeurs de la Fondation de l'Institut Douglas sont les suivantes
- « Les donateurs sont au cœur de notre mission. »
- « Une personne qui fait un don, peu importe le montant, est un philanthrope digne d’être reconnu. »
- « Nous assumons complète imputabilité et transparence dans nos activités. »
- « Nous veuillons consciencieusement sur les actifs et les ressources qui nous sont confiés. »
- « Nos employés respectent les plus hauts standards de professionnalisme, d’intégrité et d’engagement envers notre cause. »[1]

Le Fondation Douglas repose sur le fidèle soutien de ses donateurs et de ses bénévoles. Ensemble, ils forment une grande équipe qui s’efforce d'aider les personnes souffrant de maladie mentale et leurs familles et ainsi combattre les préjugés auxquels ces gens sont malheureusement confrontés.